# شوگون (رمان)
«شوگون» (به انگلیسی: Shōgun) رمانی از جیمز کلیول است که سال ۱۹۷۵ توسط شرکت هودر و استاتن در انگلستان و انتشارات دل در آمریکا منتشر شد. این کتاب تا سال ۱۹۹۰، ۱۵ میلیون نسخه در سطح جهانی فروش داشته‌است.

## درباره نویسنده
جیمز کلیول، یکی از نسل نویسندگان مردی که در بوته جنگ جهانی دوم شکل گرفت، تجربهٔ جنگی بسیار سخت‌تری نسبت به نویسندگان هم‌زمان با خود داشت. به عنوان یک مرد جوان تقریباً بیست ساله، در آغاز خصومت‌ها در جنگ اقیانوس آرام، خود را در برابر یورش ژاپن به شبه جزیره مالایا دید. پس از تحقیرآمیزترین شکست بریتانیا در کل جنگ، او سه سال و نیم بعدی را در اردوگاه اسیران جنگی گذراند و شاهد بود که از هر ده سرباز دیگرش بیش از ۹ نفر در اثر سوء تغذیه، بیماری و اعمال تصادفی به مرگ تسلیم شدند. از خشونت به نحوی از همه چیز جان سالم به در برد و به خانه بازگشت. او به‌تدریج به‌عنوان یک فیلم‌نامه‌نویس به‌تدریج و با سرسختی تثبیت شد. رمان‌های او ماجراجویی، هیجان‌انگیز و پر تیتراژ بودند، اما فاقد درون‌نگری هستند. با این حال یک جنبه از کار او وجود دارد که شگفت‌انگیز است، علیرغم سه سال و نیم شکنجه و محرومیتی که به دست اسیرکنندگان ژاپنی متحمل شده بود، او واقعاً شیفته فرهنگ و تاریخ آسیایی و به ویژه ژاپنی بود. و هیچ‌کجا این علاقه به اندازه سومین رمان کلیول مشهود نبود، رمانی که از تمام آثار او محبوب‌تر است و اکثر طرفدارانش معتقدند بهترین رمان اوست: شوگون.
جیمز کلیول بعد از اینکه در یکی از کتاب‌های درسی دخترش به این جمله برخورد کرد، شروع به بررسی زندگی آدامز کرد: «در سال ۱۶۰۰، یک انگلیسی به ژاپن رفت و یک سامورایی شد.» او قبل از شروع به نوشتن شوگون دو سال را صرف تحقیق در تاریخ و فرهنگ منطقه کرد. در کتاب کلیول، آدامز به عنوان جان بلکثورن، یک دریانورد انگلیسی که به ارباب «یوشی توراناگا» (توکوگاوا  ایه‌یاسو) کمک می‌کند تا تسلط خود را بر ژاپن به دست آورد. «تودا ماریکو»، یک نجیب‌زاده مسیحی با الگوبرداری از هوسوکاوا تامای واقعی، به عنوان مترجم برای بلکثورن خدمت می‌کند و روابط عاشقانه‌ای (از نظر تاریخی بدون پایه و اساس) را با ملوان ایجاد می‌کند. (مجموعه‌ای از مقالات علمی در سال ۱۹۸۰ در مورد شایستگی‌های آموزشی کتاب به‌طور عمیق بحث کرد، و ویراستار هنری اسمیت نتیجه‌گیری کرد: «با تغییر نام‌ها و ارائه شخصیت‌های خیالی بسیاری، کلیول رمان «تاریخی» کمتری نسبت به پیشینیان خود نوشته‌است،» شوگون موفقیت بزرگی بود و تا سال ۱۹۸۰ بیش از شش میلیون نسخه فروخت. منتقدان ماهیت همه‌جانبه ساختن جهان کلیول و به تصویر کشیدن او از درک بین فرهنگی را ستایش کردند همچنین باعث افزایش علاقه به فرهنگ ژاپنی در ایالات متحده شد.

## داستان
قهرمان رمان شوگون، «جان بلکثورن» سکاندار انگلیسی - یعنی ناوبر یک کشتی به نام «اراسموس» است، اولین کشتی هلندی که ژاپن را کشف کرد، در حدود سال ۱۶۰۰. متأسفانه، اسپانیایی‌ها و پرتغالی‌ها از قبل در هنگام رسیدن اراسموس آنجا هستند، موقعیتی که از آن قسمت زیادی از درام منشأ خواهد شد. از این داستان بسیار طولانی با بیش از ۱۱۰۰ صفحه است. در حالی که ماجراهای بلکتورن در ژاپن (بسیار) بر اساس ماجراجویی‌های یک ماجراجوی واقعی انگلیسی به نام ویلیام آدامز (دریانورد) است، کلیول دو عنصر خشونت و رابطه
جنسی را به آن افزوده‌است. فصل‌های اولیه که جزئیات ورود بلکثورن و هم‌پیمانان هلندی‌اش به ژاپن را شرح می‌دهد. از آن به عنوان یکی از بهترین داستان‌های اولین تماس بین دو فرهنگ بیگانه یاد شده‌است. در حالی که بلکثورن و همراهانش در تمام مدت تلاش می‌کنند تا بفهمند این افراد از آنها چه می‌خواهند، از یکدیگر چه می‌خواهند.
جان بلکثورن که مردی توانا و قوی است موفق می‌شود به عنوان یک مشاور معتمد دایمیو قدرتمندی به نام «توراناگا»، شود. دایمیو دیگری به نام «ایشیدو» با توراناگا در حال مبارزه قدرت است. در عین حال، یسوعی‌های پرتغالی در تلاشند تا فضایی را ایجاد کنند که بدون در نظر گرفتن اینکه چه کسی برنده قدرت می‌شود، نفوذ خود را در ژاپن حفظ کند، و در عین در صدد هستند تا راهی برای از بین بردن بلکتورن و ملوان‌های هلندی پیدا کند، که در صورت اجازه بازگشت به اروپا با اطلاعاتی در مورد اینکه ژاپن دقیقاً در کجا قرار دارد، یک تهدید وجودی برای همه منافع و چیزهایی است که آنها در آنجا به دست آورده‌اند. توطئه‌های متضاد شکل می‌گیرد، در حالی که همه جناح‌های مختلف به سمت یک جنگ داخلی اجتناب‌ناپذیر مانور می‌دهند که سرنوشت تمام ژاپن را برای دهه‌ها یا قرن‌های آینده رقم خواهد زد. در این بین، بلکثورن، ظاهراً تصمیم می‌گیرد که زندگی‌اش به اندازه کافی خطرناک نیست، در حال انجام یک رابطه عاشقانهٔ غیرقانونی با ماریکوی زیبا، همسر یکی از با ارزش‌ترین سامورایی‌های توراناگا است. رابطهٔ آنها در اولین شکوفایی محبوبیت «شوگون» به عنوان کلید جذابیت قابل توجه کتاب برای خوانندگان زن بسیار مورد بحث قرار گرفته‌است.